# Dystheatias fuscovenosa
Dystheatias fuscovenosa är en insektsart som beskrevs av Melichar 1914. Dystheatias fuscovenosa ingår i släktet Dystheatias och familjen kilstritar.
Artens utbredningsområde är Filippinerna. Inga underarter finns listade i Catalogue of Life.